# Orde van het Hemelsblauwe Lint van de Heilige Rozenkrans

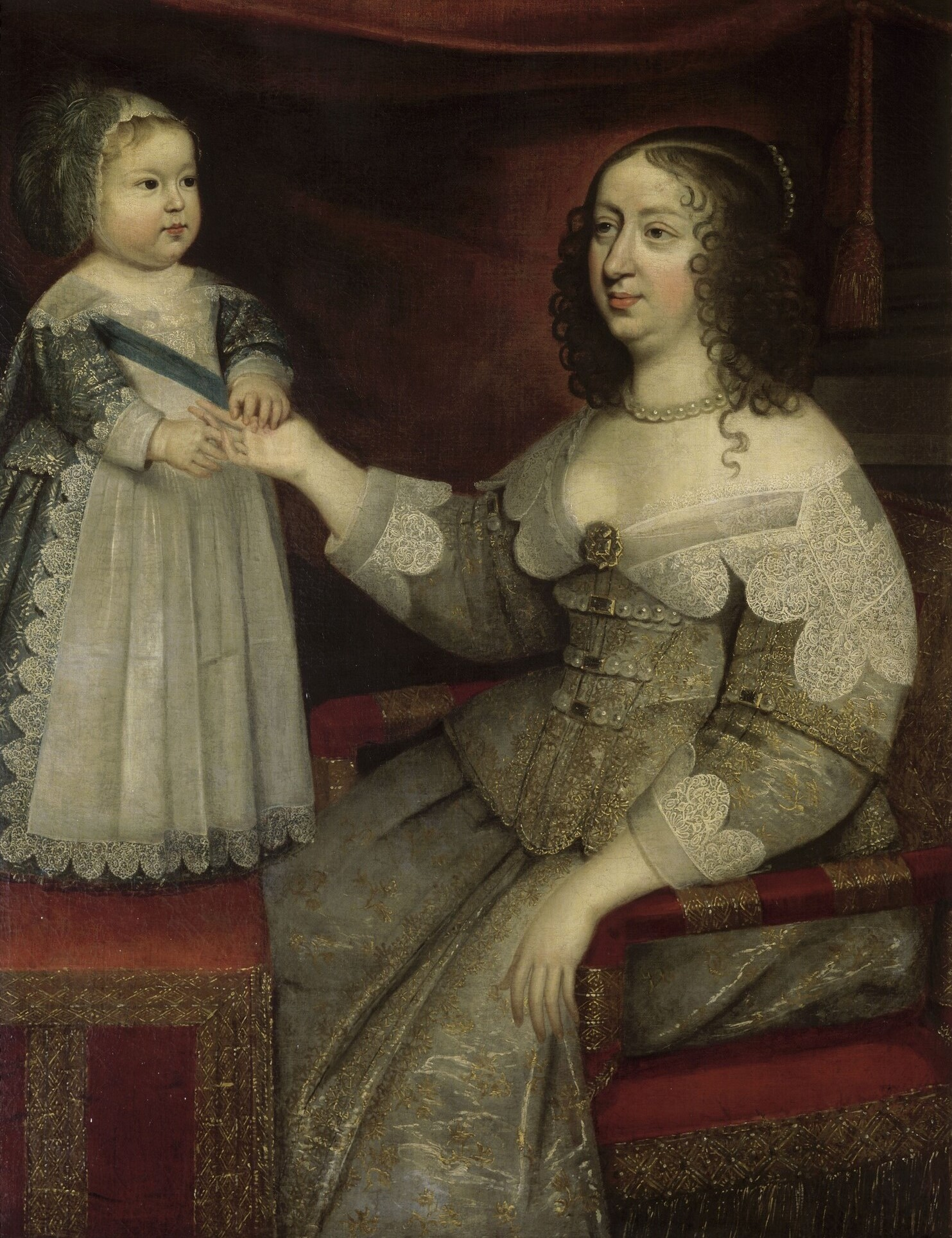
Anna met haar zoontje Lodewijk, de latere Zonnekoning

De Orde van het Hemelsblauwe Lint van de Heilige Rozenkrans was een door de Franse koningin Anna van Oostenrijk in 1645 gestichte damesorde. De orde werd na de dood van haar gemaal koning Lodewijk XIII  gesticht. De koningin nam 50 ongetrouwde adellijke jongedames in deze orde op die bevorderen van het katholieke geloof en de aandacht voor de rozenkrans als doel had. De orde overleefde de dood van de koningin in 1666 niet.
Ackermann vermeldt deze Orde als een historische orde van Frankrijk.